# Raffi (pisarz)
Raffi (orm. Րաֆֆի), właśc. Hakop Melik Hakopian (orm. Յակոբ Մելիք-Յակոբեան; ur. 1835 w Pajadżiku, zm. 6 maja 1888 w Tyflisie) – pisarz ormiański. Nazywany najważniejszym przedstawicielem ormiańskiej literatury romantycznej i twórcą o ogromnym, rewolucyjnym wpływie na literaturę ormiańską.

## Życiorys
Był synem zamożnego kupca, najstarszym z trzynaściorga dzieci. Początkowo uczył się w wiejskiej szkole prowadzonej przez miejscowego ormiańskiego duchownego, następnie w wieku 12 lat wyjechał z ojcem do Tyflisu, gdzie pozostał, by kontynuować naukę w prywatnej ormiańskiej szkole. Następnie kształcił się w miejscowym rosyjskim gimnazjum, ale przerwał naukę po IV klasie. W 1856 r. musiał opuścić szkołę, gdyż interes jego ojca podupadł.
W latach 1857–1858 odbył kilka podróży po tureckich prowincjach zamieszkiwanych przez Ormian. Odwiedził Wan, historyczny Taron i Ahtamar, spisując swoje obserwacje i spostrzeżenia dotyczące życia chłopów. Zebrany wówczas materiał wykorzystał wielokrotnie w swojej twórczości, część zaś opublikował w formie artykułów prasowych. W 1863 r. Hakop Hakopian ożenił się, w 1868 r. zaś przeprowadził na stałe do Tyflisu. Próbował ratować rodzinny interes, jednak bez powodzenia. Po bankructwie przedsiębiorstwa jedynym źródłem utrzymania dla jego żony i dzieci, a także matki i młodszych sióstr, stała się jego praca pisarska i publicystyczna. W latach 1875–1877 i 1877–1879 pracował dodatkowo jako nauczyciel w Tyflisie i w Agulisie, jednak za każdym razem zwalniał się, nie mogąc znieść konserwatywnych poglądów otoczenia.
W 1872 r. został stałym współpracownikiem pisma „Mszak”, wtedy też zaczął podpisywać się pseudonimem „Raffi”; na łamach pisma drukowane były w odcinkach jego powieści. Wydawca gazety, Grigor Arcruni, krytyk literacki i publicysta, przez kilkanaście lat był również jego przyjacielem i partnerem w dyskusjach politycznych i artystycznych. Pod wpływem wydarzeń w Europie (Komuna Paryska, wojna rosyjsko-turecka i powstanie niepodległej Bułgarii) zastanawiał się, jak i Ormianie mogliby walczyć o wolność i bardziej sprawiedliwe społeczeństwo. W 1884 r. poróżnił się z Arcrunim i przeszedł do pracy w piśmie „Ardzagang”. Zmarł w 1888 r. w Tyflisie, a jego pogrzeb stał się ważnym wydarzeniem w życiu miasta, gromadząc kilka tysięcy ludzi.

## Twórczość
„Raffi” zaczynał działalność literacką jako poeta, jednak najcenniejsza w jego dorobku jest proza – powieści i opowiadania, w których piętnował panujące stosunki społeczne, potępiał okrutnych i skorumpowanych władców, opisywał nędzę i ucisk ludu, krytykował duchowieństwo za poniżanie zwykłych ludzi, występował przeciwko ignorancji. W swoich powieściach i listach wzywał do powszechnej edukacji, budowania nowoczesnej świadomości narodowej, opisywał walkę tradycyjnych elit z modernizacją i skłaniał się ku przekonaniu, że w Armenii zawsze zwyciężały te pierwsze. „Raffi” potępiał panujący porządek społeczny, prezentował w swoich utworach postacie odważnych bojowników, ludzi czynu z wizją zmian. Przypisywał ogromną rolę wychowawczą i edukacyjną literaturze, zwłaszcza powieści. 
Jego wczesna twórczość ukazuje życie Ormian w Persji. W powieściach Salbi (1866) i  Harem (1868) piętnował okrucieństwo feudałów. Dzieła te bliskie są romantyzmowi francuskiemu, poetyce tekstów Victora Hugo i Eugène’a Sue, co było nowością w literaturze ormiańskiej. Z czasem jego twórczość zaczęła nabierać cech pozytywizmu. W powieści Woski akaghagh (1881) nakreślił satyryczny obraz zamożnego mieszczanina. Chaczakoghi Hiszatakarane (1882–1883) jest historią złodzieja, na podstawie której narrator dowodzi, że ludzie nie są z natury dobrzy ani źli, a jedynie kształtowani przez społeczeństwo. Bohaterem powieści Dżalaleddin (1884) jest szlachetny Ormianin Sahrat, a tłem wydarzeń – wydarzenia wojny rosyjsko-tureckiej 1877 r. i popełnione przez Turków okrucieństwa. Temat wojny i poparcia, jakiego Ormianie w Turcji udzielili wówczas Rosjanom, pojawia się również we wcześniejszej powieści Chente (1881). 
Wydana w 1882 r. powieść Dawid-Bek zbliża się swoim charakterem do studium historycznego, szkicu poświęconego postaci Dawita Beka, XVIII-wiecznego ormiańskiego dowódcy walczącego o wolność Ormian prowincji Sjunik i Kapan przeciwko Turkom i Persom. W latach 1883 i 1884 „Raffi” wydał swoją najsłynniejszą powieść Kajtzer (Iskry), której bohaterowie, grupa studentów, podróżując po wschodniej Armenii, próbuje poprawić los ormiańskich chłopów. Dzieło to zawiera elementy autobiograficzne, a autor traktował je jako swoisty przewodnik dla osób, które chciałyby angażować się w działalność na rzecz ubogich. W końcowym fragmencie utworu zawarł wizję rewolucji, z której wyłoni się nowe społeczeństwo wolnych ludzi. Jego ostatnim dziełem był wydany w 1884 r. Samuel, powieść o walce o zachowanie niezależności starożytnej Armenii i jej chrześcijańskiej wiary przeciwko Persom.